# آچار (ادویه)
آچار یا آچار سیستانی یکی از ادویههای سنتی و قدیمی منطقه سیستان است. همانند خوراک و محصولات غذایی که بخشی از هویت هر منطقه و معرف فرهنگ غذایی آن‌ها است، ادویه نیز بخشی از ویژگی رژیم غذایی مردمان مختلف است. در این بین سرزمین سیستان همان‌طور که دارای ویژگی‌های خاص و البته نهفته‌است، دارای ادویه‌های منحصر بفردی می‌باشد.
آچار یک ادویه محلی است که از ترکیب چندین ماده غذایی همانند گندم، پیاز، تخم گشنیز، زیره و … درست می‌شود. لغت آچار در فرهنگ دهخدا به معنای چاشنی و ترشی آمده‌است. از لحاظ ظاهری شکل استوانه‌ای با قطر زیاد و ارتفاع کم دارد. رنگ آن زرد تیره، دارای بافت خشک و شکننده و بوی آن شبیه به مخلوط ادویه‌جات است. سابقه تهیه آن در بین مردم سیستان همچون افسانه‌هایشان بسیاری طولانی است. این ادویه را در فضل تابستان که تمام مواد اولیه آن در بازار به راحتی یافت می‌شود، بیشتر تهیه می‌کنند.

## کاربرد
ادویه آچار را در تهیه بسیاری از غذاهای سنتی سیستان همانند آبگوشت و خورش استفاده می‌کنند، زیرا علاوه بر طعم مطبوعی که به غذا می‌دهد، خاصیت آنتی‌اکسیدانی دارد. یکی از ویژگی‌های آچار این است که در گذشته و معمولاً فصول سرد که موادی همچون پیاز یافت نمی‌شد از این ادویه به عنوان جایگزین آن استفاده می‌کردند.

## مراحل تهیه

### مرحله اول
ابتدا گندمها را خوب بشوئید و بگذارید تا بپرد. بعد از اینکه گندم‌ها پخت و خشک شد، باید آن را کاملاً آسیاب کنید تا آرد بدست آید. نکته قابل توجه در پخت گندم این است که اگر گندم‌ها بیش از حد بپرد، پس از خشک کردن بسیار سفت می‌شود. گندم‌ها باید به قدری پخته شود که به راحتی زیر دندان شکسته شود. سایر مواد به جز پیاز را آسیاب و با هم مخلوط کنید.

### مرحله دوم
پیازها را پوست بگیرید و رنده کنید. بصورت سنتی در تهیه آچار از پیاز سیستانی استفاده می‌شود و معتقدند این پیاز از حیث خاصیت نسبت به سایر پیازها برتری دارد. سپس آن‌ها را در ظرف بزرگی بریزد و سایر مواد را به آن اضافه کنید. در این مرحله باید بوسیله دست تمام مواد را خوب ورز دهید تا حالت خمیری شکل پیدا کند.

### مرحله سوم
پس از آماده شدن ادویه آچار می‌توانید آن را به اشکال دلخواه درآورید و در جایی به دور از نور خورشید به مدت ده روز قرار دهید تا خشک شوند. اما به‌طور سنتی آن‌ها را به شکل استوانه‌ای با ارتفاع کم درآورده، از نرخ رد می‌کنند و در سایه قرار می‌دهند تا آماده شود. در برخی نواحی سیستان ۳۰ تا ۴۰ روز برای خشک و آماده شدن ادویه زمان می‌گذارند.

### نکات
در تهیه این چاشنی نباید از هرگونه آب یا مایع دیگری استفاده کرد. برای خمیری شدن آن همان آب پیاز کافی است.
برخی برای بالای بردن ارزش غذایی آچار از گوجه‌فرنگی نیز در تهیه آن استفاده می‌کنند.
زردچوبه از ادویههای مهم برای تهیه آچار است از مقدار آن نکاهید.
اگر تهیه آرد از گندم برای شما مقدور نیست، از مقداری آرد سبوس استفاده کنید.